# Taiwan News
Taiwan News (chinesisch 臺灣英文新聞 / 台湾英文新闻, Pinyin Táiwān Yīngwén Xīnwén, ehemals China News) ist eine der drei größten englischsprachigen Zeitungen in der Republik China (Taiwan). Die beiden anderen sind die Taipei Times und The China Post. Sie wird von der Lebensmittelfirma I-Mei veröffentlicht, die auch die mandarinsprachige Wochenzeitung mit demselben Namen (Taiwan News; der Titel ist auf Englisch geschrieben) herausgibt.
Im Jahr 1949 wurde China News in Taiwan gegründet. Zu dieser Zeit wurde China News am Abend veröffentlicht. Im Jahre 1952 wurde dann The China Post erstmals herausgegeben, und zwar am Vormittag. Um mit seinem Konkurrenten mitzuhalten und seine Anzeigekunden nicht zu verlieren, musste sich China News umstellen und ebenfalls am Vormittag veröffentlichen.
Der Name der Tageszeitung wurde 1988 in „Taiwan News“ geändert, nachdem I-Mei (eine Taiwanische Lebensmittelgruppe) den Verlag 1999 von Simone Wei kaufte. Nach dem Wechsel des Eigentümers hat sich die politische Ausrichtung der Redaktion in Richtung der Pan-grünen Koalition verschoben. 
Seit dem 1. Januar 2008 werden die Taiwan News im Tabloid-Format veröffentlicht und ersetzt damit das alte Broadsheet-Format. 